# Otto Gauer
Otto Heinrich Gauer (* 2. Mai 1909 in Heidelberg; † 22. Januar 1979 in Berlin) war ein deutscher Physiologe. Er war Mitarbeiter am heutigen Max-Planck-Institut für Herz- und Lungenforschung in Bad Nauheim und von 1963 bis 1979 Lehrstuhlinhaber am Institut für Physiologie an der  Freien Universität Berlin. Er gilt als Begründer der Gravitationsphysiologie. Nach ihm wurde der Gauer-Henry-Reflex benannt.

## Leben
Gauer absolvierte ein Studium der Medizin und wurde an der Universität Heidelberg 1935 zum Dr. med. promoviert und 1936 approbiert. Nach Studienende war er am Physiologischen Institut der Universität Heidelberg beschäftigt. Gauer beantragte am 14. Dezember 1937 die Aufnahme in die NSDAP und wurde rückwirkend zum 1. Mai desselben Jahres aufgenommen (Mitgliedsnummer 5.584.770). Er wurde 1938 Abteilungsleiter im Luftmedizinischen Forschungsinstitut, einer Abteilung des Reichsluftfahrtministeriums unter Hermann Göring. Er habilitierte sich 1942 am Physiologischen Institut der Universität Heidelberg mit einer Schrift über Beschleunigungswirkung auf den Kreislauf. 1942 war er Teilnehmer der Tagung „Ärztliche Fragen bei Seenot und Winternot“, in der u. a. Ergebnisse von Menschenversuchen aus dem Konzentrationslager Dachau präsentiert wurden. 1944 publizierte er mit Horst Wieckert in der Zeitschrift Luftfahrtmedizin unter dem Titel Das Elektrokardiogramm des Menschen bei Fliehkraftwirkung die Ergebnisse aus 24 weiteren Menschenversuchen.
Nach dem Ende des Zweiten Weltkriegs arbeitete Gauer seit 1945 am US-Aerospace-Medical-Center in Heidelberg und anschließend beim US-Geheimprojekt Operation Paperclip mit. Er forschte seit 1947 am Aerospace Medical Laboratory Wright Field in Ohio und lehrte als Professor an der Duke University in Durham (North Carolina).
Gauer war bereits mit seinen frühen Arbeiten an den ersten Weltraummissionen beteiligt. Gemeinsam mit Heinz Haber öffnete er 1946 den Weg für die Amerikaner zu Fragen der Schwerelosigkeit und der Weltraummedizin. 1950 veröffentlichte er gemeinsam mit Heinz Haber unter dem Titel Man under Gravity-Free Conditions die erste Arbeit zum Einfluss der Schwerelosigkeit auf den Menschen. Als weltweit anerkannter Kreislauf-Physiologe bekam er die Stelle eines Direktors am Kerckhoff-Institut in Bad Nauheim angeboten. Nachdem er 1956 apl. Professor an der Justus-Liebig-Universität Gießen geworden war, wurde er 1962 als Ordinarius an die FU Berlin berufen. Von 1955 bis 1961 war er „Wissenschaftliches Mitglied“ der Max-Planck-Gesellschaft (MPG), von 1962 bis zu seinem Tod war er „Auswärtiges Wissenschaftliches Mitglied“ der MPG.